# Varzi
Varzi är en ort och kommun i provinsen Pavia i regionen Lombardiet i Italien. Kommunen hade 3 115 invånare (2018).